# Vincitori di tappe in coppa del mondo di mountain bike
Questa voce elenca tutti i vincitori di tappa, in ordine per numero di vittorie per specialità, della coppa del mondo di mountain bike.

## Cross country

### Uomini Elite
Aggiornato all'edizione 2022.
| Pos. | Atleta | N. vittorie |
| ---- | --- | ----------- |
| 1    | Nino Schurter | 35          |
| 2    | Julien Absalon | 33          |
| 3    | Thomas Frischknecht | 17          |
| 4    | Christoph Sauser | 12          |
| 5    | Miguel Martinez Filip Meirhaeghe | 10          |
| 7    | Jaroslav Kulhavý | 9           |
| 8    | Cadel Evans Rune Høydahl | 8           |
| 10   | Christophe Dupouey | 7           |
| 11   | José Antonio Hermida Mathias Flückiger | 6           |
| 13   | Thomas Pidcock John Tomac Ned Overend | 5           |
| 16   | Bart Brentjens | 4           |
| 17   | Henrik Djernis Roel Paulissen Victor Koretzky Mathieu van der Poel | 3           |
| 21   | Christopher Blevins Luca Braidot Luca Bramati Titouan Carod Lars Forster Tim Gould Roland Green Tinker Juarez Mike Kluge Simon Andreassen Ralph Näf Jan Erik Ostergaard Burry Stander Bas van Dooren Florian Vogel David Wiens Gerhard Zadrobilek                    | 2           |
| 38   | Henrique Avancini David Baker Marco Bui Gary Foord Jordan Sarrou Martino Fruet Samuel Gaze Rishi Grewal Ryder Hesjedal Peter Hric Geoff Kabush Gerhard Kerschbaumer Fredrik Kessiakoff Don Myrah Hubert Pallhuber Daryl Price David Valero Grégory Vollet Beat Wabel | 1           |

### Donne Elite
Aggiornato all'edizione 2022.
| Pos. | Atleta | N. vittorie |
| ---- | --- | ----------- |
| 1    | Gunn-Rita Dahle Flesjå | 30          |
| 2    | Juli Furtado | 28          |
| 3    | Alison Sydor | 17          |
| 4    | Marga Fullana | 16          |
| 5    | Jolanda Neff Paola Pezzo | 13          |
| 7    | Catharine Pendrel | 12          |
| 8    | Irina Kalent'eva | 8           |
| 9    | Pauline Ferrand-Prévot Loana Lecomte | 7           |
| 11   | Annika Langvad Marie-Hélène Prémont | 6           |
| 13   | Barbara Blatter | 5           |
| 14   | Julie Bresset Ruthie Matthes Ren Chengyuan Maja Włoszczowska | 4           |
| 18   | Jana Belomoina Kate Courtney Chantal Daucourt Laurence Leboucher Eva Lechner Rebecca McConnell Elisabeth Osl                                                                                    | 3           |
| 25   | Caroline Alexander Susan DeMattei Alison Dunlap Silvia Fürst Mary Grigson Evie Richards Jenny Rissveds Sabine Spitz Anne Terpstra Tanja Žakelj                                                  | 2           |
| 35   | Sara Ballantyne Susi Buchwieser Lene Byberg Daniela Gassmann Nina Gohl Alessandra Keller Annie Last Liu Ying Kateřina Nash Chrissy Redden Nathalie Schneitter Regina Stiefl Annabella Stropparo | 1           |

## Downhill

### Uomini Elite
Aggiornato all'edizione 2022.
| Pos. | Atleta | N. vittorie |
| ---- | --- | ----------- |
| 1    | Greg Minnaar | 22          |
| 2    | Aaron Gwin | 20          |
| 3    | Steve Peat | 17          |
| 4    | Nicolas Vouilloz | 16          |
| 5    | Samuel Hill | 13          |
| 6    | Amaury Pierron | 10          |
| 7    | Gee Atherton | 8           |
| 8    | Loïc Bruni Loris Vergier | 7           |
| 10   | Fabien Barel | 5           |
| 11   | Jürgen Beneke François Gachet Danny Hart Chris Kovarik Steve Smith David Vázquez | 4           |
| 17   | Troy Brosnan Josh Bryceland Cédric Gracia Corrado Hérin Tomi Misser John Tomac | 3           |
| 23   | Marc Beaumont Matti Lehikoinen Mickael Pascal | 2           |
| 26   | Samuel Blenkinsop Dave Cullinan Bas de Bever Thibaut Dapréla Alexandre Fayolle Laurie Greenland Michael Hannah Rune Høydahl Finn Iles Mike King Marcus Klausmann Brook MacDonald Martin Maes Iván Oulego Shaun Palmer Gerwin Peters Nathan Rennie Myles Rockwell Franck Roman Christian Taillefer Todd Tanner Rémi Thirion Matt Walker Rob Warner Reece Wilson Bruno Zanchi | 1           |

### Donne Elite
Aggiornato all'edizione 2022.
| Pos. | Atleta                                                                                | N. vittorie |
| ---- | ------------------------------------------------------------------------------------- | ----------- |
| 1    | Anne-Caroline Chausson                                                                | 41          |
| 2    | Rachel Atherton                                                                       | 39          |
| 3    | Sabrina Jonnier                                                                       | 17          |
| 4    | Tracy Moseley                                                                         | 16          |
| 5    | Missy Giove                                                                           | 12          |
| 6    | Myriam Nicole                                                                         | 9           |
| 7    | Emmeline Ragot Tahnée Seagrave                                                        | 8           |
| 9    | Marine Cabirou Tracey Hannah                                                          | 5           |
| 11   | Camille Balanche Valentina Höll Regina Stiefl                                         | 4           |
| 14   | Elke Brutsaert Manon Carpenter Leigh Donovan Céline Gros Kim Sonier                   | 3           |
| 19   | Fionn Griffiths Nina Hoffmann Marielle Saner                                          | 2           |
| 22   | Giovanna Bonazzi Sari Jörgensen Nolvenn Le Caër Floriane Pugin Katja Repo Marla Streb | 1           |

## Four-cross e Dual slalom

### Uomini
Aggiornato all'edizione 2011.
| Pos. | Atleta | N. vittorie |
| ---- | --- | ----------- |
| 1    | Brian Lopes | 24          |
| 2    | Jared Graves | 12          |
| 3    | Michal Prokop | 10          |
| 4    | Eric Carter | 8           |
| 5    | Rafael Álvarez Wade Bootes Dave Cullinan Mike King Joost Wichman                                                   | 3           |
| 10   | Karim Amour Cédric Gracia Roger Rinderknecht Romain Saladini                                                       | 2           |
| 14   | Bas de Bever Greg Minnaar Guido Tschugg Leiv-Ove Nordmark Kamil Tatarkovič Gee Atherton Dan Atherton Michal Marosi | 1           |

### Donne
Aggiornato all'edizione 2011.
| Pos. | Atleta                                                                                              | N. vittorie |
| ---- | --------------------------------------------------------------------------------------------------- | ----------- |
| 1    | Katrina Miller                                                                                      | 19          |
| 2    | Anne-Caroline Chausson Jill Kintner                                                                 | 14          |
| 4    | Anneke Beerten                                                                                      | 13          |
| 5    | Sabrina Jonnier                                                                                     | 5           |
| 6    | Leigh Donovan Fionn Griffiths                                                                       | 4           |
| 8    | Caroline Buchanan Jana Horáková                                                                     | 3           |
| 10   | Melissa Buhl Sari Jörgensen Romana Labounková Malin Lindgren Tara Llanes Anita Molcik Tracy Moseley | 1           |